# Adiantum jordanii
Adiantum jordanii ist eine Pflanzenart aus der Gattung der Frauenhaarfarne innerhalb der Familie der Saumfarngewächse (Pteridaceae). Sie kommt nur in Kalifornien und Baja California vor und es wird dort der englischsprachige Trivialnamen California maidenhair (frei übersetzt: „Kalifornischer Frauenhaarfarn“) verwendet. Die Art wurde zu Ehren des ersten Sammlers der Pflanze in Kalifornien, Rudolf Jordan benannt.

## Merkmale
Jeder einzelne Wedel kann mehr als einen halben Meter Länge erreichen. Er ist aus vielen rundlichen grünen Segmenten zusammengesetzt. Jedes Segment hat zwei bis vier Lappen, zwischen den Lappen kann eine Teilung bestehen. Die Segmente sind nicht ganz so lang wie breit, sie sind fächerförmig und an der Basis breit keilförmig. Die Unterseite eines Segments trägt meist ein bis vier Sori.
Die Chromosomenzahl beträgt 2n = 60.

## Ökologie
Im äußersten Süden seines Verbreitungsgebietes ist Adiantum jordanii mit Arten wie Diplacus aridus und Daucus pusillus vergesellschaftet.
In den USA gilt Adiantum jordanii ist Träger des pilzartigen Oomyceten Phytophthora ramorum, welcher den Sudden Oak Death hervorruft. Die USDA erzwingt eine Import-Kontrolle, wobei Gebiete mit Sudden Oak Death (namentlich die Bundesstaaten Kalifornien, Oregon, New York) intensiver überwacht werden. Bei Verkauf von Adiantum jordanii muss den Pflanzenexemplaren ein Herkunftsnachweis und ein Pflanzengesundheitszeugnis beigelegt werden. Die USDA warnt vor der Entnahme von Exemplaren aus der freien Natur.

## Verwendung
Aus gärtnerischer Produktion wird Adiantum jordanii in den gemäßigten, subtropischen und mediterranen Gebieten als Zierpflanze in Parks und Gärten verwendet.